# Perfect Man
Perfect Man (в переводе с англ. — «Идеальный человек») — третий студийный альбом группы Rage, выпущенный в 1988 году. В 2002 году вышло расширенное издание альбома с дополнительными композициями.

## Список композиций
| №   | Название                 | Автор(ы)                  | Длительность |
| --- | ------------------------ | ------------------------- | ------------ |
| 1.  | «Wasteland»              | Питер Вагнер              | 3:26         |
| 2.  | «In the Darkest Hour»    | Питер Вагнер              | 3:17         |
| 3.  | «Animal Instinct»        | Питер Вагнер, Манни Шмидт | 3:48         |
| 4.  | «Perfect Man»            | Питер Вагнер,             | 3:35         |
| 5.  | «Sinister Thinking»      | Питер Вагнер, Манни Шмидт | 3:18         |
| 6.  | «Supersonic Hydromatic»  | Питер Вагнер, Манни Шмидт | 3:34         |
| 7.  | «Don't Fear the Winter»  | Питер Вагнер              | 3:27         |
| 8.  | «Death in the Afternoon» | Питер Вагнер              | 3:56         |
| 9.  | «A Pilgrim's Path»       | Питер Вагнер              | 4:27         |
| 10. | «Time and Place»         | Питер Вагнер, Манни Шмидт | 4:15         |
| 11. | «Round Trip»             | Питер Вагнер, Манни Шмидт | 3:25         |
| 12. | «Between the Lines»      | Питер Вагнер, Манни Шмидт | 3:18         |
| 13. | «Symbols of Our Fear»    | Питер Вагнер              | 3:36         |
| 14. | «Neurotic»               | Питер Вагнер              | 3:02         |

| №   | Название                       | Автор(ы)                  | Длительность |
| --- | ------------------------------ | ------------------------- | ------------ |
| 15. | «Shame on You» (Live)          | Питер Вагнер, Манни Шмидт | 4:30         |
| 16. | «Don't Fear The Winter» (Live) | Питер Вагнер              | 3:56         |
| 17. | «Certain Days» (Live)          | Питер Вагнер              | 5:32         |
| 18. | «Last Goodbye»                 | Питер Вагнер              | 4:22         |
| 19. | «Not Forever» (Acoustic)       | Питер Вагнер              | 4:06         |

## Участники записи
- Питер «Пиви» Вагнер — вокал, бас
- Манни Шмидт — гитара
- Крис Эфтимиадис — ударные